# Pratt & Whitney R-1340 Wasp
Pratt & Whitney R-1340 Wasp — американский поршневой однорядный звездообразный 9-цилиндровый авиадвигатель воздушного охлаждения, разработанный в 1926 году. Первый двигатель компании Pratt & Whitney и первый из известной серии Wasp. Цифра 1340 в наименовании означает рабочий объём в кубических дюймах.
Кроме самолётов, использовался также на вертолётах (например, Agusta-Bell AB.102 и Sikorsky H-19) и на американских дирижаблях класса K.
Всего было выпущено 34966 двигателей этого типа всех модификаций.
В 2016 году Американским обществом инженеров-механиков он был признан одним из "исторических памятников инженерной мысли" (en).

## Модификации
R-1340-7450 л. с. (340 кВт), 600 л. с. (450 кВт)
R-1340-8425 л. с. (317 кВт)
R-1340-9450 л. с. (340 кВт), 525 hp (391 кВт)
R-1340-16550 л. с. (410 кВт)
R-1340-17525 л. с. (391 кВт)
R-1340-19600 л. с. (450 кВт)
R-1340-19F600 л. с. (450 кВт)
R-1340-21G550 л. с. (410 кВт)
R-1340-22550 л. с. (410 кВт)
R-1340-23575 л. с. (429 кВт)
R-1340-30550 л. с. (410 кВт)
R-1340-31550 л. с. (410 кВт)
R-1340-33600 л. с. (450 кВт)
R-1340-48600 л. с. (450 кВт)
R-1340-49600 л. с. (450 кВт)
R-1340-AN1550 л. с. (410 кВт), 600 л. с. (450 кВт)
R-1340-AN2550 л. с. (410 кВт), редуктор 3:2
R-1340-B450 л. с. (340 кВт)
R-1340-D500 л. с. (370 кВт)
R-1340-S1D1525 л. с. (391 кВт)
R-1340-S1H1-G550 л. с. (410 кВт), 600 л. с. (450 кВт)
R-1340-S3H1600 л. с. (450 кВт)
R-1340-T1D1520 л. с. (390 кВт)

## Применение
США
- Air Tractor AT-301
- Air Tractor AT-401
- Ayres Thrush
- Bach Air Yacht
- Boeing Model 40A
- Boeing 80
- Boeing 247
- Boeing F3B
- Boeing F4B
- Boeing P-12
- Boeing P-26 Peashooter
- Boeing P-29
- Consolidated P-30
- Curtiss Falcon
- Curtiss F7C Seahawk
- Curtiss O-52
- Curtiss P-6S Hawk
- Curtiss SOC Seagull
- Douglas Dolphin
- Fairchild FB-3
- Fokker F.10
- Fokker F.32
- Ford Trimotor
- Gee Bee R-1
- Gee Bee R-2 Super Sportster
- Gee Bee R 1/2 Super Sportster
- Gee Bee Z
- Gee Bee QED
- Grumman Mallard
- Grumman Ag Cat
- Howard DGA-6
- Ireland N-2C Neptune
- Knoll Aircraft Company KN-3[3]
- Kaman HH-43 Huskie
- Lockheed Vega 5
- Lockheed Model 8 Sirius
- Lockheed Model 9 Orion
- Lockheed Model 10-C & 10-E Electra
- Lockheed XC-35
- Loening OL-8
- North American BC-1

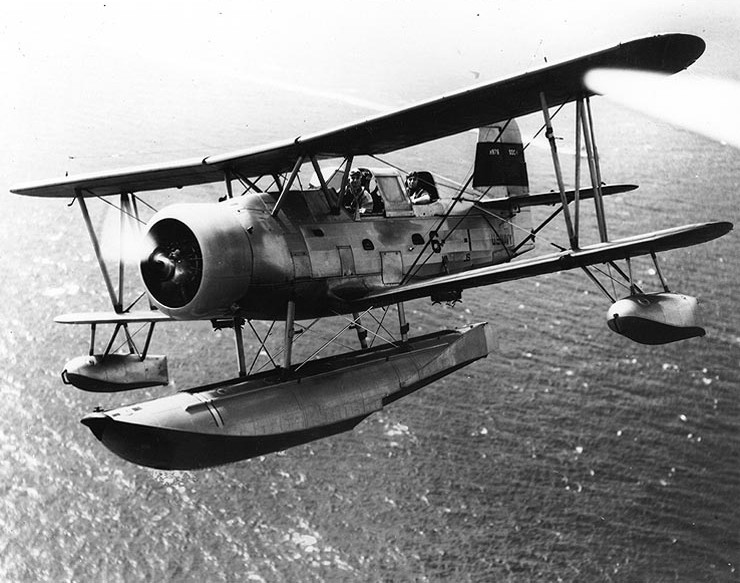
Поплавковый гидросамолёт Curtiss SOC Seagull с двигателем R-1340

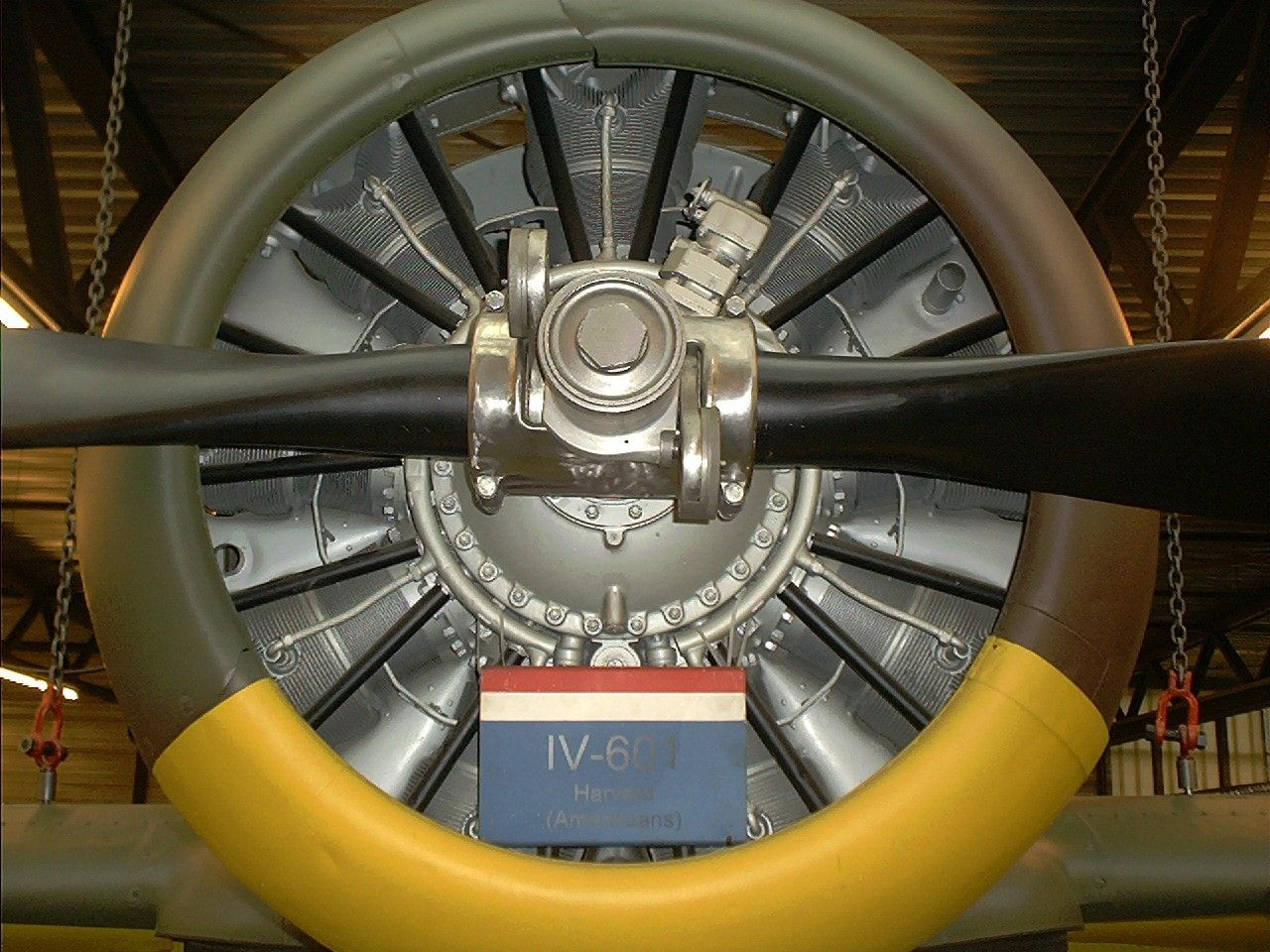
R-1340, установленный на учебном самолёте T-6 Texan

- North American T-6/SNJ Texan/Harvard
- Northrop Alpha
- Northrop C-19 Alpha
- Piasecki HRP Rescuer (вертолёт)
- Sikorsky H-19
- Sikorsky S-38
- Thomas-Morse XP-13A Viper
- Vought O2U Corsair
- Wedell-Williams Model 45

 Великобритания
- Scottish Aviation Twin Pioneer
- Westland Whirlwind (вертолёт)

 Канада
- de Havilland Canada DHC-3 Otter
- Noorduyn Norseman

 Австралия
- CAC Ceres
- CAC Wirraway

 Германия
- Heinkel HE 57
- Junkers W 34
- Junkers Ju 52

 Италия
- Aermacchi MB.323
- Agusta-Bell AB.102
- Fiat G.49
- Piaggio P.150

 Мексика
- TNCA MTW-1

## Двигатель в экспозициях музеев
- Один P&W Wasp A и три Wasp C находятся в экспозиции Авиамузея Новой Англии при международном аэропорту Брэдли, (Виндзор-Локс[англ.], Коннектикут).[4][5][6][7]